# Phyllodactylus dixoni
Phyllodactylus dixoni (листопалий гекон Діксона) — вид геконоподібних ящірок родини Phyllodactylidae. Ендемік Венесуели. Вид названий на честь американського герпетолога Джеймса Діксона.

## Поширення і екологія
Phyllodactylus dixoni відомі з типового місцезнаходження в гирлі річки Парагуаса, правої притоки Ориноко, в штаті Болівар, на висоті 40 м над рівнем моря. Вони живуть серед скелястих виступів. 